# Hit Man (1972)
Hit Man é um filme estadunidense de 1972, do gênero ação criminal, pertencente ao estilo conhecido como blaxploitation, dirigido por George Armitage, estrelado por Bernie Casey, e coestrelado por Pamela Grier. O roteiro do próprio Armitage foi baseado no romance homônimo de 1970, de Ted Lewis.
A trama retrata a história de um ex-policial que descobre que a morte recente de seu irmão está ligada ao submundo de Los Angeles, onde operam gangues e atividades ilegais, além da indústria de filmes pornográficos da cidade.

## Enredo
O ex-policial Tyrone Tackett (Bernie Casey) retorna a Los Angeles para investigar a morte misteriosa de seu irmão, Cornell. A namorada de Cornell, Irvelle Way (Bhetty Waldron), uma prostituta, afirma não saber nada sobre as circunstâncias da morte dele, mas Tyrone insiste para que ela vá ao funeral para um novo interrogatório. Na casa de Cornell, Tyrone percebe que está sendo seguido por dois homens, Baby Huey (Roger E. Mosley) e Leon (Christopher Joy). Ele encontra a espingarda de Cornell, mas nenhum sinal da filha adolescente de seu irmão, Rochelle (Candy All). Durante o funeral, Tyrone descobre que a morte de Cornell foi classificada como um afogamento acidental depois que ele perdeu o controle do carro enquanto estava bêbado. Rochelle recusa a oferta de Tyrone para morar com ele. A presença de Irvelle no funeral gera ressentimento em Rochelle, levando Tyrone a confrontar a namorada de seu irmão agressivamente, exigindo que ela revele a verdade sobre o que aconteceu.
Tyrone, acompanhado por Sherwood Epps (Sam Laws), parceiro de negócios de seu irmão, volta à residência de Cornell. Eles bebem bastante, e Sherwood propõe que Tyrone ajude na recuperação de um carro em troca de um seu. No pátio de carros, Tyrone faz uma ligação erótica para sua namorada, Nita Biggs (Tracy Ann-King), o que incomoda os clientes de Sherwood. Mais tarde, Tyrone se hospeda em um hotel, onde é recebido pela gerente Laural Garfoot (Lisa Moore). No dia seguinte, ele investiga a área onde o carro de Cornell saiu da estrada e confronta Huey, atirando no pneu de seu carro.
Tyrone comparece a uma luta de cães para conhecer gângsteres locais e encontra Shag Merriweather (Bob Harris), o motorista do mafioso Nano Zito (Don Diamond). Tyrone toma o carro de Shag e ganha acesso à mansão de Zito. Zito desafia Tyrone para um jogo de handebol; Tyrone vence, o que o leva a um confronto com Shag. Tyrone tenta se conectar com Rochelle, mas ela o rejeita. No hotel, Tyrone tem um encontro íntimo com Laural; Sherwood interrompe para avisar que Huey, Leon e outro capanga estão procurando por ele. Tyrone captura Huey, que revela que Theotis Oliver (Edmund Cambridge), um proprietário de um cinema pornográfico, é a pessoa por trás de toda a situação.
Tyrone visita Oliver, encontrando-o disciplinando sua filha adolescente. Oliver nega conhecer Tyrone. Ao retornar ao hotel, Tyrone o encontra saqueado. Ele e Laural são novamente interrompidos, dessa vez por Leon e outro bandido, que ameaçam Tyrone a deixar a cidade. Tyrone reage de forma agressiva, forçando-os a fugir. Sherwood, que foi espancado mas está acompanhado por uma jovem mulher, leva Tyrone ao Africa America, um parque da vida selvagem, em busca de um velho conhecido, Julius Swift (Rudy Challenger). Incapaz de encontrar Swift, Tyrone encontra Irvelle, que sugere que a morte de Cornell foi um suicídio após o término de seu relacionamento.
Gozelda (Pamela Grier), uma aspirante a atriz pornô, resgata Tyrone de um outro ataque e o leva ao novo cinema de Oliver. Oliver propõe a Tyrone uma quantia em dinheiro para assassinar Zito, alegando que ele havia sido o responsável pela morte de Cornell. Tyrone, no entanto, recusa a oferta. Gozelda o conduz a um filme pornô estrelado por Rochelle, o que faz Tyrone perceber que Cornell foi assassinado em busca de vingança. Tyrone encontra Rochelle morta em sua casa e descobre, através de Swift, que Shag obrigou Cornell a beber e depois o jogou no mar. Enfurecido, Tyrone mata Swift e enforca Oliver em seu próprio cinema, após ele confessar ter manipulado Cornell. Depois, Tyrone revela à equipe de Oliver que Zito foi quem causou a morte de Oliver.
Tyrone negocia com Zito para deixar a cidade em troca de Shag. No entanto, o policial corrupto de Zito tenta armar uma cilada para Tyrone, mas os capangas de Oliver acabam assassinando Zito. Tyrone confronta e mata Shag, e depois espalha as cinzas de seu irmão no oceano. Ao saber da morte de Zito, o policial decide poupar Tyrone, que retorna à sua antiga vida.

## Elenco
- Bernie Casey como Tyrone Tackett
- Pamela Grier como Gozelda
- Lisa Moore como Laural Garfoot
- Bhetty Waldron como Irvelle Way
- Sam Laws como Sherwood Epps
- Candy All como Rochelle Tackett
- Don Diamond como Nano Zito
- Edmund Cambridge como Theotis Oliver
- Bob Harris como Shag Merriweather
- Rudy Challenger como Julius Swift
- Tracy Ann-King como Nita Biggs
- Christopher Joy como Leon
- Roger E. Mosley como Baby Huey
- John Lupton como Diretor Comercial
- Paul Gleason como Policial (não-creditado)

## Produção
O filme é uma adaptação do romance "Jack's Return Home" (1970), de Ted Lewis, mais famoso por basear o roteiro de "Get Carter" (1971), estrelado por Michael Caine. "Hit Man" foi feito em um estilo conhecido como blaxploitation, e a locação da história foi transferida da Inglaterra para os Estados Unidos.
George Armitage afirmou que, antes de realizar o filme, nunca tinha assistido a "Get Carter". Segundo ele, o produtor Gene Corman lhe entregou uma cópia do roteiro sem título, mencionando apenas que a Metro-Goldwyn-Mayer possuía os direitos da história. Armitage reescreveu o roteiro para se passar na comunidade afro-americana, e foi somente depois disso que seu agente revelou que o enredo era o mesmo de "Get Carter". Armitage declarou:
"Eu não achava na época que um diretor branco deveria dirigir [o filme]. Então, me encontrei com Bernie Casey, o astro do filme, que queria dirigir, e fiz campanha por ele para Gene, mas ele disse: 'Não quero correr o risco com alguém que nunca dirigiu'. Então ele não ia fazer o filme, e naquele momento havia muitos membros da equipe e do elenco envolvidos, e eles eram amigos, então eu disse: 'Certo, eu farei isso'. Houve uma grande quantidade de improvisação por parte dos atores, que estavam trazendo diálogos da comunidade afro-americana, e isso realmente funcionou. Crescendo em um bairro racialmente misturado, como eu em Baldwin Hills, eu sabia um pouco sobre a cultura, mas os atores trouxeram muito em termos de diálogo e honestidade ... O Colonial Motel na Sunset funcionou maravilhosamente para nós, e também filmamos em uma funerária no sudoeste de L.A., filmamos em vários locais por lá, com uma escolta policial maluca segurando o trânsito em todos os locais. E entre os locais, eu entrava em uma viatura com esses policiais loucos que dirigiam a 150 milhas por hora até o próximo local. Eu pensava: 'Deus, Roger ficaria tão empolgado com isso, é assim que se viaja'. E estou tão feliz que conseguimos filmar nas Torres de Watts, bem ali na 103ª".
"Hit Man" foi o segundo filme blaxploitation produzido por Corman para a Metro-Goldwyn-Mayer que foi baseado em um romance previamente adaptado para um filme da mesma companhia. O primeiro foi "Cool Breeze", uma adaptação do romance "The Asphalt Jungle" (1949), de W. R. Burnett, que já havia inspirado o filme homônimo. Ambos os filmes produzidos por Corman compartilharam vários membros do elenco e da equipe, como Pam Grier, Rudy Challenger e Sam Laws. A produção segue os detalhes do romance de Lewis com mais fidelidade do que "Get Carter", além de não terminar com a morte do protagonista.

## Recepção
De acordo com a revista Variety, o filme foi condenado pela Legião Nacional da Decência, que afirmou que seu "espetáculo vertiginoso de sexo explícito e violência supergráfica horrorizaria o Marquês de Sade".
O filme arrecadou US$ 1,19 milhão na América do Norte.